# Кинг Ков (Аљаска)
Кинг Ков (енгл. King Cove) град је у америчкој савезној држави Аљаска.

## Демографија
По попису из 2010. године број становника је 938, што је 146 (18,4%) становника више него 2000. године.
| Група             | 2000.       | 2010.       |
| Белци             | 113 (14,3%) | 95 (10,1%)  |
| Афроамериканци    | 13 (1,6%)   | 9 (1,0%)    |
| Азијати           | 212 (26,8%) | 342 (36,5%) |
| Хиспаноамериканци | 59 (7,4%)   | 105 (11,2%) |
| Укупно            | 792         | 938         |